# Storie della buonanotte per bambine ribelli
Storie della buonanotte per bambine ribelli (Good Night Stories for Rebel Girls) è un libro per bambini di Elena Favilli e Francesca Cavallo pubblicato nel 2016, nonché il titolo di una serie di libri, ciascuno dei quali contiene racconti brevi su cento donne storicamente esistite che possano rappresentare da modelli di riferimento per il pubblico infantile.

## Storia editoriale
Il primo volume originale di Good Night Stories for Rebel Girls è stato scritto da Elena Favilli e Francesca Cavallo, con il contributo di 60 illustratrici internazionali, e pubblicato negli Stati Uniti nel novembre 2016. Il primo e il secondo volume della serie sono stati finanziati da una raccolta fondi tramite crowdfunding su Kickstarter, con risultati da record per il portale. Il primo volume è stato il "libro per bambini più finanziato" di Kickstarter, avendo raccolto oltre 675 000 $; il secondo volume è diventato il progetto finanziato più velocemente della storia del sito. Altre fonti parlano di "libro più finanziato della storia del crowdfunding", con oltre un milione di dollari raccolti per il primo libro in 70 nazioni.

## Trama
Ogni libro della serie dedica una pagina alla storia di 100 donne, illustrate da artiste di tutto il mondo, che possano rappresentare modelli di riferimento per i bambini. Le donne al centro delle narrazioni provengono da retroterra ed epoche diverse, sono culturalmente diverse e rappresentano un ampio spettro di occupazioni, mestieri e professioni.

## Personaggi
Tra le protagoniste del primo libro si annoverano Malala Yousafzai, Alicia Alonso, Manal al-Sharif, J. K. Rowling, Irena Sendlerowa,  Lella Lombardi, Rita Levi Montalcini, Frida Kahlo, Coco Chanel, Jane Austen, Rosa Parks, Nina Simone, Nellie Bly, Maya Angelou, Margherita Hack, Ipazia, Yusra Mardini, Eufrosina Cruz, Maria Callas, Jane Goodall, Claudia Ruggerini e Amna Al Haddad.
Tra le 100 donne italiane straordinarie del libro omonimo sono comprese Samantha Cristoforetti, Chiara Ferragni, Raffaella Carrà, Bebe Vio, Nilde Iotti, Alda Merini, Anna Magnani e Carla Fracci.
Tra le 100 donne under-30 tra le "ragazze di oggi per il mondo di domani" figurano Greta Thunberg, Veronica Yoko Plebani, Billie Eilish, Francesca Michielin, Paola Egonu, Valerisssh, Dasia Taylor, Emma Raducanu, Maritza Soto Vasquez, Millie Bobby Brown, Linda Raimondo, Giorgia Soleri e Sofia Viscardi.

## Critica
Il libro originale ha «ricevuto un largo apprezzamento da parte della stampa internazionale e italiana, soprattutto in quanto strumento di sensibilizzazione nei confronti della questione di genere ed esempio di eccellenza italiana all’estero».
Tricia Lowther ha criticato il titolo del libro per la sua esclusività di genere, implicando che solo le bambine dovessero conoscere le storie delle donne del libro.

## Opere derivate
Dopo i primi due volumi, Cavallo è uscita dal progetto e Favilli ha fondato il gruppo editoriale Rebel Girls , per cui ha firmato:
- Storie della buonanotte per bambine ribelli. 100 donne migranti che hanno cambiato il mondo[11]
- Guida per bambine ribelli. Alla scoperta del corpo che cambia[11]
- Storie della buonanotte per bambine ribelli. 100 donne italiane straordinarie[11]
- Guida per bambine ribelli. Alla conquista del mondo che vogliamo[10][11] .

In particolare, nel 2022 è stato pubblicato Storie della Buonanotte per Bambine Ribelli - Cento ragazze di oggi per il mondo di domani, a cura di Elena Favilli, disegnato da artiste under 30, che racconta le storie di cento donne-modello sotto i trent'anni.
I primi due libri hanno ispirato un recital teatrale omonimo, messo in scena nel 2021 dal regista Francesco Frangipane e dalla cantautrice Margherita Vicario.

## Influenza culturale
Al 2017, le Storie della buonanotte avevano venduto oltre un milione di copie al 2017 ed erano state tradotte in oltre 47 lingue, mentre nel 2022 la serie aveva totalizzato 6 milioni di copie in oltre 85 paesi del mondo. In Italia, patria originaria delle autrici, il primo volume è stato il libro più venduto del 2017. La serie ha ricevuto un'accoglienza favorevole in quanto ha rappresentato un'alternativa sia alla rappresentazione stereotipata del genere femminile nelle opere di finzione (p.e. le principesse Disney), sia ai libri che hanno come eroi protagonisti figure maschili. L'opera si focalizza sul trasmettere alle bambine e alle ragazze il messaggio secondo cui da grandi possono diventare chi vogliono, a prescindere da ciò che pensano gli altri.
Il successo dei libri ha dato impulso alla stampa di altri testi dedicati all'empowerment femminile, fenomeno che ha suscitato perplessità sui modelli di successo che venivano proposti e imposti alle lettrici, un dibattito in cui le autrici hanno controbattuto alle accuse.
Pur affermando che i modelli femminili potessero ispirare il pubblico maschile, così come era avvenuto per decenni al contrario, la serie di libri ha ispirato una simile serie dedicato a un pubblico maschiile, Stories for Boys Who Dare to be Different (in italiano Storie per bambini che hanno il coraggio di essere unici), scritta da Ben Brooks e illustrata da Quinton Winter. Ben Brooks and Quinton Winter hanno altresì collaborato a un libro destinato a un pubblico neutro dal punto del genere, contenente un miscuglio di modelli femminili e maschili, Stories for Kids Who Dare to be Different.
Nel settembre 2019, il consiglio del governo turco per la protezione dei minori da pubblicazioni oscene ha stabilito che il testo potesse essere venduto solo agli adulti e che fosse nascosto alla vista nei negozi, affermando che "alcuni degli scritti nel libro avranno un'influenza dannosa sulle mendi dei minori di 18 anni".
L'inclusione di Aung San Suu Kyi nel libro ha suscitato critiche a causa della sua mancata condanna della persecuzione dei Rohingya nel Myanmar in corso dal 2016. Favilli e Cavallo avevano commentato di star prendendo in considerazione di rimuoverne la biografia dalle future ristampe.

## Edizioni
- Francesca Cavallo e Elena Favilli, Storie della buonanotte per bambine ribelli. 100 vite di donne straordinarie, traduzione di Loredana Baldinucci, Mondadori, 2020, ISBN 8804725397.
- Francesca Cavallo e Elena Favilli, Storie della buonanotte per bambine ribelli 2, traduzione di Loredana Baldinucci e Simona Brogli, Mondadori, 2020, ISBN 8804725400.
- Elena Favilli (a cura di), Storie della buonanotte per bambine ribelli. 100 donne italiane straordinarie, Mondadori, 2021, ISBN 8804738146.
- Elena Favilli (a cura di), Guida per bambine ribelli. Alla scoperta del corpo che cambia, Mondadori, 2021, ISBN 8804737638.
- Elena Favilli (a cura di), Storie della buonanotte per bambine ribelli. 100 donne migranti che hanno cambiato il mondo, Mondadori, 2022, ISBN 8804730420.
- Elena Favilli (a cura di), Guida per bambine ribelli. Alla conquista del mondo che vogliamo, Mondadori, 2022, ISBN 8804749555.
- Elena Favilli (a cura di), Storie della buonanotte per bambine ribelli. 100 ragazze di oggi per il mondo di domani, Mondadori, 2022, ISBN 8804756624.